# Franz von Zeiller

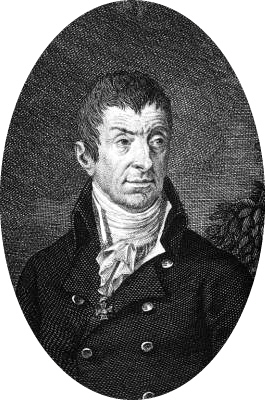
Franz von Zeiller

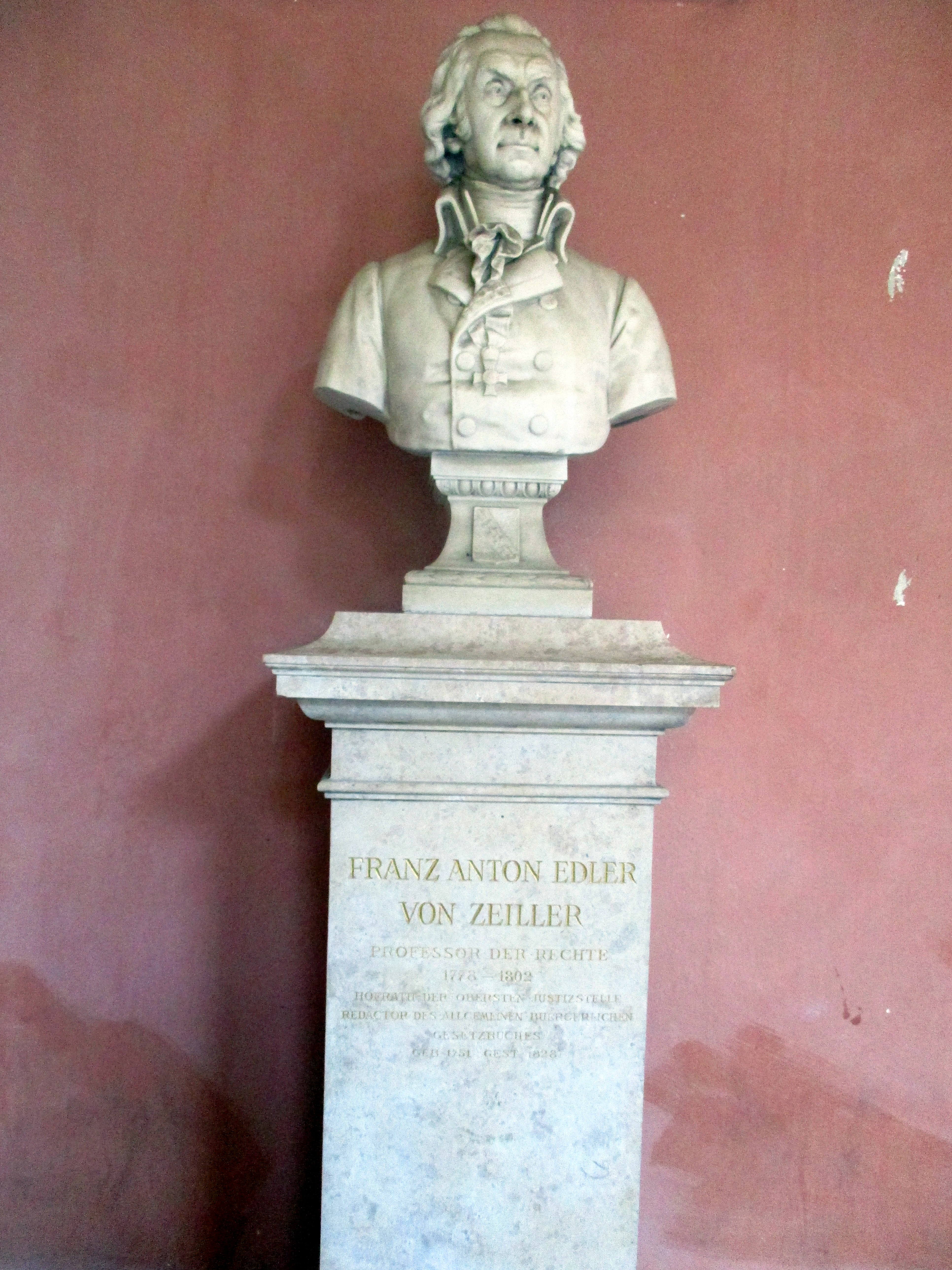
Franz Anton Edler von Zeiller

Franz Zeiller, seit 1797 Edler von Zeiller (* 14. Jänner 1751 in Graz; † 23. August 1828 in Wien) war ein österreichischer Jurist und von 1803 bis 1807 Rektor der Universität Wien. 1802 war er Hofrat bei der Obersten Justizstelle.

## Leben
Franz Anton Felix von Zeiller gilt neben seinem Lehrer Karl Anton von Martini (1726–1800) als der bedeutendste Vertreter des Vernunftrechts in der Habsburgermonarchie. Beide verbanden das Ius Romano-Germanicum mit dem Naturrecht und haben das Vernunftrecht in den Dienst der Privatrechtskodifikation gestellt, um es so für die Praxis nutzbar zu machen. 
Franz von Zeiller gilt als der Schöpfer des Allgemeinen Bürgerlichen Gesetzbuches (ABGB) von 1811 und der juridisch-politischen Studienordnung von 1810, zudem war er der Referent des 1. Teils des Strafgesetzbuchs von 1803. 
Als Erstkommentator des ABGB wies von Zeiller eindringlich darauf hin, dass es ihm darauf angekommen sei, dass nicht kasuistische Einzelfallbetrachtungen ihren gesetzlichen Niederschlag finden. Zur Vereinfachung der Gesetzesnormen plädierte er vielmehr für den Gesetzescharakter allgemeingültiger Prinzipien. Im Zuge der Anwendung der Rechtsvorschriften, sollte die Beurteilung dann der „verständigen Beurteilung der Richter“ überlassen bleiben. 
Er wurde in Wien auf dem Hietzinger Friedhof in einem ehrenhalber gewidmeten Grab (Gruppe 3, Nummer 1) bestattet.
Im Jahr 1894 wurde in Wien-Ottakring (16. Bezirk) und Hernals (17. Bezirk) die Zeillergasse nach ihm benannt.
Seit 2003 wird der Wettbewerb Franz-von-Zeiller-Moot-Court aus Zivilrecht veranstaltet.